# 小花木荷
小花木荷（学名：Schima parviflora）为山茶科木荷属下的一个种。其种加词“parviflora”意为“小花的”。
现接受名为木荷（Schima superba Gardner & Champ., 1849）。